# Sigmodon
Genre
Sigmodon est un genre de rongeurs de la famille des Cricétidés, dont on rencontre les espèces sur le continent américain.

## Liste des espèces
- Sous-genre Sigmodon (Sigmodon) Say and Ord, 1825
  - Sigmodon alleni V. Bailey, 1902
  - Sigmodon arizonae Mearns, 1890
  - Sigmodon fulviventer J. A. Allen, 1889
  - Sigmodon hirsutus (Burmeister, 1854)
  - Sigmodon hispidus Say and Ord, 1825
  - Sigmodon inopinatus Anthony, 1924
  - Sigmodon leucotis V. Bailey, 1902
  - Sigmodon mascotensis J. A. Allen, 1897
  - Sigmodon ochrognathus V. Bailey, 1902
  - Sigmodon peruanus J. A. Allen, 1897
  - Sigmodon planifrons Nelson and Goldman, 1933
  - Sigmodon toltecus (Saussure, 1860)
  - Sigmodon zanjonensis Goodwin, 1932
- Sous-genre Sigmodon (Sigmomys) Thomas, 1901
  - Sigmodon alstoni (Thomas, 1881)